# Eli Lieb
Eli Lieb (11 de setembre de 1979) és un cantautor estatunidenc de pop independent. Resideix a Los Angeles, on està treballant en el seu segon àlbum.

## Biografia
Als vint anys, Lieb va deixar Fairfield (Iowa) per dedicar-se a la música professionalment a la ciutat de Nova York. A més d'assistir a classes a The New School, Lieb va començar a cantar en sessions de micròfon obert, on va conèixer Jonathan Daniel de l'empresa Crush Management. Els dos van començar reunir-se amb discogràfiques i Lieb va començar a col·laborar amb altres compositors. En el curs d'aquestes trobades, el pare de Lieb va morir i ell va cessar abruptament la seva carrera musical. Lieb es va traslladar de nou a Fairfield i va passar més de tres anys sense cantar ni compondre cap cançó.

### Àlbum de debut
El 2009, Lieb va començar a gravar versions de cançons populars a YouTube des de casa seva, a Fairfield. El seu vídeos ràpidament va començar a acumular una gran quantitat de reproduccions, i la resposta que va rebre el va animar a llançar el seu primer àlbum, Eli Lieb, de forma independent el 25 d'octubre de 2011. Ell mateix va compondre, gravar i produir l'àlbum des de Fairfield.

### Senzills i segon àlbum
El juliol de 2013 Lieb va llançar el senzill "Young Love". L'octubre de 2013, la versió de Lieb de la cançó "Wrecking Ball" de Miley Cyrus es va fer viral i va ser elogiat per cantants com Adam Lambert i Lucy Hale.
El 2014 va publicar la cançó "Safe In My Hands" en suport a la campanya #OutHoldingHands de Allstate. La cançó va ser interpretada i coescrita per Lieb, i va aparèixer en un curt animat de la mateixa campanya. "Safe In My Hands" també va sonar en el final d'estiu de la segona temporada de la sèrie d'ABC The Fosters i va guanyar el premi al millor espectacle i millor cançó original de 2015 dels Productors Musicals dels Estats Units.
El 8 de juliol de 2014 Lieb va llançar el senzill "Zeppelin", produït per John Feldmann. El videoclip es va publicar el 15 de juliol, i va ser dirigit per Geoff Boothby. El 13 setembre 2014 Lieb va interpretar "Young Love" a la gala de GLAAD a San Francisco, un esdeveniment per la igualtat LGBT als mitjans de comunicació. Lieb va publicar el senzill "Lightning In A Bottle", també produït per Fieldman, i el seu corresponent videclip el 19 de novembre de 2014. Està treballant en el seu segon àlbum amb Feldmann com a productor.

## Composició
El 2013 Lieb es va traslladar a Los Angeles per continuar la seva carrera com a compositor. Ha col·laborat amb artistes com Cheyenne Jackson i Crystal Bowersox. També s'ha confirmat que han col·laborat amb Adam Lambert després d'haver-se trobat en diverses ocasions. El 2015, Lieb ha escrit per musicals com Hey Violet i Laura Marano, juntament amb el compositor Stacy Jones. El març de 2016, Eli Lieb i Steve Grand van escriure "Look Away". El 13 de juny de 2016, dos dies després de la massacre de la discoteca Pulse d'Orlando, Lieb va escriure amb Brandon Skeie una cançó anomenada "Pulse" i la van publicar en memòria de les víctimes en el tiroteig.

## Vida personal
Lieb ha declarat públicament la seva homosexualitat, un tema que es repeteix constantment en les seves cançons i videoclips. Lieb prové d'una família meditant i ha estat practicant la meditació transcendental des de la infància. Assegura que li permet "crear lliurement la música que estic creant sense por". Lieb és un graduat de l'escola Maharishi a Fairfield (Iowa) i té coneixements de sànscrit. Ha treballat amb la Fundació David Lynch per finançar l'ensenyament de la meditació transcendental.

## Discografia

### Àlbum
| Eli Lieb         | - Llançament: 25 d'octubre de 2011 - Format: CD i descàrrega digital | \| 1. \| «Red» \| 1:53 \| \| 2. \| «All I Wanted» \| 4:16 \| \| 3. \| «Place of Paradise» \| 3:34 \| \| 4. \| «Tightrope» \| 3:55 \| \| 5. \| «Tidal Waves» \| 4:14 \| \| 6. \| «We Own the Beat» \| 3:25 \| \| 7. \| «Ghost» \| 3:22 \| \| 8. \| «Red and Blue» \| 4:13 \| \| 9. \| «Call It a Day» \| 3:16 \| \| 10. \| «Undone» \| 4:12 \| |
| Edició estàndard |                                                                      | |
| Núm.             | Títol                                                                | Durada |
| 1.               | «Red»                                                                | 1:53 |
| 2.               | «All I Wanted»                                                       | 4:16 |
| 3.               | «Place of Paradise»                                                  | 3:34 |
| 4.               | «Tightrope»                                                          | 3:55 |
| 5.               | «Tidal Waves»                                                        | 4:14 |
| 6.               | «We Own the Beat»                                                    | 3:25 |
| 7.               | «Ghost»                                                              | 3:22 |
| 8.               | «Red and Blue»                                                       | 4:13 |
| 9.               | «Call It a Day»                                                      | 3:16 |
| 10.              | «Undone»                                                             | 4:12 |

### Senzills
| Títol                         | Any  | Àlbum    |
| ----------------------------- | ---- | -------- |
| "Place of Paradise"           | 2011 | Eli Lieb |
| "Young Love"                  | 2013 | N/D      |
| "Zeppelin"                    | 2014 | N/D      |
| "Lightning In A Bottle"       | 2014 | N/D      |
| "Look Away (amb Steve Grand)" | 2016 | N/D      |
| "Pulse (feat. Brandon Skeie)" | 2016 | N/D      |

## Videoclips
| Títol                   | Artista  | Direcció                           |
| ----------------------- | -------- | ---------------------------------- |
| "Place of Paradise"     | Eli Lieb | Geoff Boothby and Nicholai Fischer |
| "Young Love"            | Eli Lieb | Geoff Boothby                      |
| "Safe In My Hands"      | Eli Lieb | Allstate                           |
| "Zeppelin"              | Eli Lieb | Geoff Boothby and Sharkpig         |
| "Lightning In A Bottle" | Eli Lieb | Geoff Boothby and Sharkpig         |

## Premis i nomenaments
| Any  | Premi                                             | Categoria                                  | Resultat  |
| ---- | ------------------------------------------------- | ------------------------------------------ | --------- |
| 2015 | Premis dels Productors Musicals dels Estats Units | Millor cançó original ("Safe In My Hands") | Guanyador |
| 2015 | Premis dels Productors Musicals dels Estats Units | Millor espectacle ("Safe In My Hands")     | Guanyador |